# Маленькі жертви (Доктор Хаус)
Маленькі жертви (англ. Small Sacrifices) - восьма серія сьомого сезону американського серіалу «Доктор Хаус». Вперше показана на каналі FOX 22 листопада 2010 року. Команда Хауса лікує чоловіка, що уклав "угоду з Богом" заради своєї дочки.

## Сюжет
Розіп'ятий на хресті Рамон починає задихатись і відкашлювати кров. У лікарні з'ясовується, що чоловік вже 4 роки добровільно піддає себе розп'яттю, бо вважає, що це його плата за зцілення дочки від раку. У дівчинки була пухлина мозку в останній стадії, але якимось дивом вона повністю одужала. Рамон відмовляється лікуватися, він говорить, що тепер бог хоче забрати його до себе і він не має права заважати цьому. Команда Хауса підозрює у нього інфекцію, але у Рамона починають випадати зуби. Лікарі відправляються до нього додому, щоб з'ясувати, чи не міг він отруїтися продуктами, що містять важкі метали. У будинку Рамона страшні злидні, а в холодильнику практично немає їжі. 
Кадді продовжує злитися на Хауса через його брехню і чекає від нього вибачень. Проте Хаус хоче змусити Кадді збрехати, а потім сказати, що вони квити і він її прощає. Для цього Хаус приходить в госпіталь у костюмі, сподіваючись, що Кадді його похвалить, кривлячи при цьому душею. Але Кадді чесно говорить Хаусу, що він виглядає безглуздо.
У пацієнта новий симптом - біль в ногах і мимовільна усмішка. Через деякий час його паралізує. Це хвороба Марбурга, і лікування треба починати негайно. Однак Рамон продовжує вважати, що повинен померти. Мастерз просить дочку Рамона поговорити з батьком. Дівчинка благає його послухатися лікарів, але Рамон непохитний. Тоді дочка кричить, що ненавидить бога, через якого гине її батько. Але і це не похитнуло рішучості Рамона. 
Хаусу вдалося зловити Каді на брехні - вона заявила, що ніколи не була одружена, хоча в юності у неї був короткий шестиденний шлюб. Хаус каже, що вони квити, і він прощає її, проте це нічого не змінює в їх відносинах. 
Хаус заявляє Рамону, що лікарі помилилися - рак у його дочки не минув. Він демонструє знімки мозку дівчинки, щоб він зміг переконатися в цьому особисто. Рамон каже, що бог порушив договір з ним, і тепер лікарі можуть робити що завгодно. Після лікування йому стає краще, і Хаус зізнається в обмані - його дочка абсолютно здорова. У них відбувається розмова з приводу віри, і Хаус розуміє для себе багато речей. Він вибачається перед Кадді. У Мастерз теж відкриття - вона раптом усвідомила, що якби вони не обдурили Рамона, він би помер. А значить говорити правду не завжди добре.

## Цікавинки
У дружини Тауба з'явився віртуальний друг, з яким вона познайомилася в клубі людей, що пережили зраду. Таубу це не подобається, хоча дружина каже, що вони не разу не зустрічалися і їй просто подобається ділитися з ним своїми переживаннями. Але саме це і зачіпає Тауба - адже з ним вона нічим таким не ділиться. Тауб просить її припинити спілкування, але дружина відмовляється. На передвесільній вечірці спонсора лікарні Вілсон робить пропозицію Сем. Вона відмовляє, бо Вілсон не зміг пояснити, за що цінує її, а повернувшись додому, збирає свої речі і йде.